# Elaeagnus cinnamomifolia
Elaeagnus cinnamomifolia är en havtornsväxtart som beskrevs av W.K. Hu och H.F. Chow. Elaeagnus cinnamomifolia ingår i släktet silverbuskar, och familjen havtornsväxter. Inga underarter finns listade i Catalogue of Life.